# La notte dell'iguana (opera teatrale)
La notte dell'iguana (The Night of the Iguana) è un'opera teatrale del drammaturgo statunitense Tennessee Williams, debuttata a Broadway nel 1961. La pièce è tratta dall'omonimo racconto di Williams, con cui condivide quasi esclusivamente il titolo e la location. La short story infatti si concentra tra il rapporto tra una coppia gay e una turista americana in vacanza in Messico. Il racconto del 1948 fu rielaborato in un atto unico nel 1959 (rappresentato in prima mondiale al Festival dei Due Mondi di Spoleto), per poi essere riscritto e ampliato in due versioni in due atti, messe in scena rispettivamente nel 1959 e nel 1960. La versione finale in tre atti fu presentata poi a Broadway nel 1961, con Bette Davis nel cast.

## Trama
Messico, anni quaranta. L'ex ministro T. Lawrence Shannon è stato espulso dalla sua chiesa per aver presentato il dio cristiano come un criminale senile in un sermone. Dopo un ricovero in un ospedale psichiatrico, il reverendo Shannon si è reinventato come guida turistica e appena prima dell'inizio della pièce è stato accusato di aver fatto sesso con la minorenne Charlotte Goodall, una delle turiste della sua comitiva. All'inizio del dramma, Shannon e un gruppo di donne arrivano nel piccolo albergo gestito dalla vedova Maxine Faulk su una spiaggia messicana. Tra incudine e martello, Shannon ha difficoltà con il suo gruppo, inferocito per la storia con Charlotte, e respinge le assidue avance di Maxine. A complicare la situazione è l'arrivo di Hannah Jelkes, una poetessa nubile che accompagna il nonno, un poeta moribondo. Maxine vorrebbe rifiutare un alloggio ad Hannah, ma Lawrence la convince ad ospitare i due viaggiatori. Nel corso del dramma, un profondo rapporto si instaurerà tra Hannah e Lawrence, nato dall'incontro delle loro due solitudini.

## Produzioni
La notte dell'iguana debuttò a Broadway nel 1961, in scena al Royal Theatre per 316 repliche dal 28 dicembre. Patrick O'Neal interpretava Shannon, Bette Davis Maxine e Margaret Leighton Hannah; Shelley Winters rimpiazzo la Davis quando lasciò la produzione dopo quattro mesi di repliche. Ruoli minori erano ricoperti da Alan Webb, Louis Guss, Bruce Glover e James Farentino; la regia era curata da Frank Corsaro, che ebbe diversi problemi con la Davis, al punto da essere bandito dalle prove a pochi giorni dalla prima. Il dramma fu candidato al Tony Award alla migliore opera teatrale, mentre Margaret Leighton vinse il Tony Award alla miglior attrice protagonista in un'opera teatrale nel 1962.
Il Circle in the Square Theatre di Broadway ospitò il primo revival della pièce nel 1976, con la regia di Joseph Hardy. Il cast comprendeva: Richard Chamberlain (Rev. Shannon), Gary Tacon (Pedro), William Paulson (Pancho), Ben Van Vacter (Wolfgang), Jennifer Savidge (Hilda), John Rose (Herr Fahrenkopf), Amelia Laurenson (Frau Fahrenkopf), Matt Bennett (Hank), Barbara Caruso (Judith Fellows), Allison Argo (Charlotte Goodall), William Roerick (Nonno), Benjamin Stewart (Jake Latta), Dorothy McGuire (Hannah) e Sylvia Miles (Maxine). Il secondo revival del dramma fu messo in scena nello stesso teatro nel 1988, con Jane Alexander nella parte di Hannah. Robert Falls ha diretto il terzo revival, con William Petersen (Shannon), Marsha Mason (Maxine) e Cherry Jones (Hannah). 
La prima londinese avvenne il 24 marzo 1965 al Savoy Theatre, in una produzione diretta da Philip Wiseman e con Mark Eden (Shannon), Siân Phillips (Hannah) e Donald Eccles (Nonno). Richard Eyre ha diretto una produzione londinese in scena al Royal National Theatre con Alfred Molina nel ruolo di Shannon ed Eileen Atkins in quello di Hannah. Nel 2005 il dramma tornò a Londra, in scena al Lyric Theatre con la regia di Anthony Page e il cast composto da Woody Harrelson (Shennon), Clare Higgins (Maxine) e Jenny Seagrove (Hannah). James MacDonald ha diretto una nuova produzione londinese nell'estate del 2019, in scena al Noel Coward Theatre con Clive Owen (Shannon), Lia Williams (Hannah) ed Anna Gunn (Maxine).

## Adattamenti cinematografici
- La notte dell'iguana di John Huston (1964)